# نبرد پاویا

نبرد پاویا نبردی بود که در 24 فوریه سال 1525 بین کارل پنجم ( یا همان چارلز پنجم ( انگلیسی)، کارلوس پنجم ( اسپانیایی)، شارل پنجم ( فرانسوی) و کارلوی پنجم ( ایتالیایی)، پادشاه اسپانیا و فرمانروای وقت امپراتوری مقدس روم) و فرانسوای یکم ( یا همان فرانسیس یکم ( انگلیسی)، فرانسیسکو یکم ( اسپانیایی) فرانچسکوی یکم ( ایتالیایی) پادشاه فرانسه) در پاویا شهری در نزدیکی میلان در ایالت لمباردی ایتالیا صورت گرفت.

## چگونگی نبرد پاویا
- جنگ بین فرانسیس یکم و کارل پنجم

در سال 1524، فرانسیس یکم، پادشاه فرانسه، تصمیمی گرفت که مرگبار بود: لشکرکشی به سمت ایتالیا؛ جایی که نبردی برای تغییر مسیر تاریخ در انتظار او بود. فرانسیس که در آن زمان سی ساله بود، یکی از قدرتمندترین و ثروتمندترین کشورهای اروپا را اداره می کرد که از کوه های آلپ تا پیرنه، از اقیانوس اطلس تا دریای مدیترانه امتداد داشت. سلطنت او با یک پیروزی بزرگ در مارینیانو آغاز شده بود، جایی که او سوئیسی ها را درهم شکست و میلان و لمباردی را دوباره فتح کرد، اما مسیر او آنچنان آسان و بی دردسر نبود.
هنگامی که امپراتور ماکسیمیلیان یکم از دودمان هابسبورگ در سال 1519 درگذشت، فرانسیس امیدوار بود جانشین امپراتور باشد، اما تاج به دست کارل پادشاه اسپانیا، نوه ماکسیمیلیان، که برادر همسرش نیز بود رسید. این اتفاق ضربه سنگینی برای فرانسیس بود، او نگران بود کارل پنجم پادشاه اسپانیا، کسی که اکنون میراث دار تاج و تخت امپراتوری خاندان هابسبورگ و فرمانروای کنونی امپراتوری مقدس روم بود، منطقه لمباردی را فتح کند و سرزمین های ایتالیایی نشین جنوب شرقی پادشاهی فرانسه را تهدید کند.
در سال 1521 جنگ با هابسبورگ ها تقریبا اجتناب ناپذیر بود. میلان بزرگترین شهر منطقه لمباردی بلافاصله به دست نیروهای امپراتوری کارل پنجم افتاد و علیرغم تلاش فرانسه برای فتح مجدد آن، وضعیت ناامیدکننده به نظر می رسید. در آن لحظه فرانسیس اول که قصد نداشت بدون جنگ تسلیم شود، تصمیم گرفت به ایتالیا لشکرکشی کند.
- لشکر کشی به سمت ایتالیا

در پاییز 1524 فرانسیس یکم به سمت لمباردی لشکرکشی کرد، همراه با یکی از چشمگیرترین ارتش هایی که منطقه تا به حال دیده بود : بیش از 30000 سرباز پیاده، از جمله تبرزین داران آلمانی، پیاده نظام سوئیسی، ایتالیایی و فرانسوی. 2500 سواره سنگین و 5700 سوار سبک با 60 عراده توپ جنگی.
هنگامی که ارتش امپراتوری که از نظر تعداد نفرات کمتر بودند، پیش آمدن فرانسوی‌ها را دید، به سرعت از  کرانه های رود آدا عقب‌نشینی و میلان را رها کرد اما نیروهایی را در چندین شهر از جمله پاویا باقی گذاشت. درست پشت دیوارهای این شهر بود که در 28 اکتبر 1524، فرانسیس یکم تصمیم گرفت به جای تعقیب دشمن که در حال عقب نشینی بود، اردو بزند و مصمم بود یک بار برای همیشه نیروهای امپراتوری را شکست دهد.

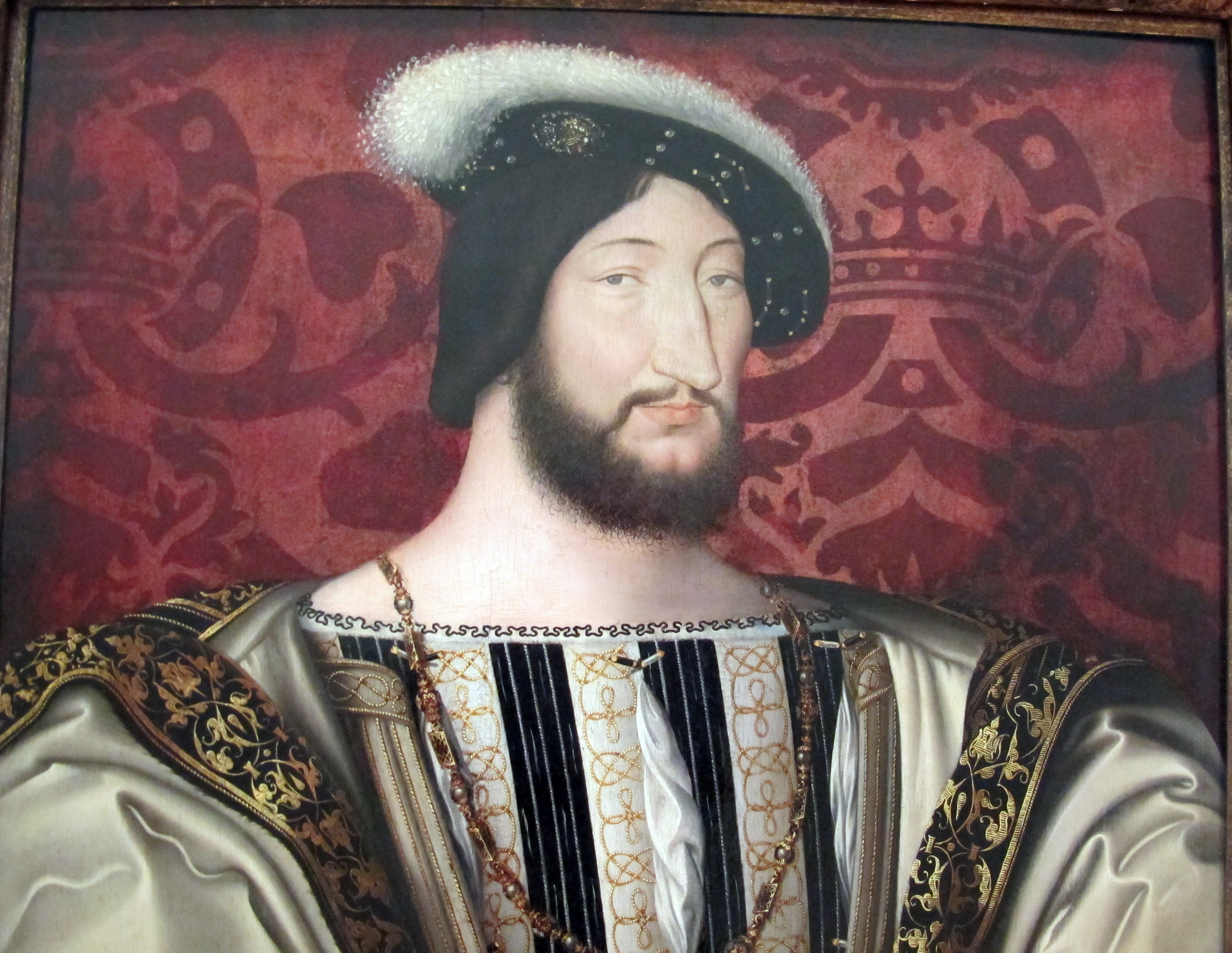

اما شهر پاویا که قبلا چندین بار در سال های گذشته بین پادشاهی ها دست به دست شده بود، خود را برای مقاومتی جدید آماده می کرد.
- شهر پاویا

پاویا، در سال 1524، شهری غنی از تاریخ و با گذشته ای پرآشوب بود که حدود ده هزار نفر جمعیت داشت. پس از اینکه قرن‌ها گوهر دوک نشین میلان بود ، تحت کنترل فرانسه و سپس خاندان اسفورتزا قرار گرفت و سرانجام در سال 1521 بدون جنگیدن درهای خود را به روی ارتش اسپانیا به رهبری پروسپرو کولونا گشود. موقعیت استراتژیک و تاریخی پاویا آن را به یک هدف اساسی تبدیل کرده بود.
این شهر، که توسط دیوارهای قرون وسطایی احاطه شده بود، از سمت شمال تحت محافظت قلعه باشکوه ویسکونتی قرار دارد ، که اتاق‌های دیوارنگاری آن زمانیش گنجینه‌های اربابان میلان را در خود جای داده بود. در جنوب شهر، پل سنگی متعلق به دوران روم که در دوره ویسکونتی بازسازی شده بود، پاویا را به دهکده سنت آنتونیو در کرانه مقابل رود تیچینو متصل می کرد.
در چند کیلومتری شمال پاویا، مزرعه و کلیسای چرتوزا قرار دارد و بین این بنای تاریخی شگفت‌انگیز و شهر، پارکی باشکوه وجود داشت به نام پارک ویسکونتی که با دیواری آجری دورتادور آن محصور شده بود این پارک که متعلق به خاندان ویسکونتی از عموزادگان خاندان اسفورتزا بود باغ تفریحی و ذخیره‌گاه شکار دوک‌های میلان بود. درون این شکارگاه، در چند کیلومتری شهر، قلعه میرابلو قرار داشت ، یک اقامتگاه شکار که در نیمه دوم قرن چهاردهم ساخته شد و در طول محاصره میزبان فرانسیس اول و افرادش بود.
- محاصره پاویا

فرانسیس تصمیم می گیرد تا شهر پاویا را محاصره کند ، نیروهایش را در اطراف دیوارها توزیع کند و خواستار تسلیم شود، اما در پاسخ فقط سکوتی سرکشانه دریافت کرد. تلاش‌ها برای حمله به پاویا، که در ماه‌های نوامبر و دسامبر انجام شد، به‌شدت شکست خورد. زمستان، سرمای شدید و برف محاصره را به یک رنج واقعی تبدیل می کند که نیروهای فرانسوی را در معرض آزمایش قرار می دهد.
پاویا به راحتی تسلیم نمی شود. حدود 6000 سرباز آموزش دیده از شهر دفاع می کنند ، از جمله گروه بزرگی از تبرزین دارهای آلمانی به فرماندهی آنتونیو د لیوا ، کهنه سرباز حاضر به خدمت کارل پنجم در بسیاری از نبردها.
د لیوا با بسیج کردن جمعیت محلی، موفق به حفظ و تقویت نیروهای دفاعی می شود. با کمک مردم پاویا دیوارها را تعمیر می کند، سنگر حفر می کند، پول جمع می کند تا به مزدوران تحت فرمانش پرداخت کند. منابع غذایی، اگرچه گران است، اما هنوز برای مقاومت در برابر محاصره کافی است. تاریخ نشان می دهد که علیرغم مشکلات، ماتئو بکاریا نجیب زاده پاویایی یک ضیافت مجلل به فرماندهان پادگان ارائه می دهد که نشانه ای از مقاومت حتی در بحرانی ترین لحظات است.
- ضد حمله امپراتوری

در حالی که پاویا مقاومت می کند، فراتر از کرانه رود آدا، فرماندهان امپراتوری بیکار ننشسته اند. در اوایل فوریه 1525، ارتش امپراتوری به عنوان پشتیبانی در شرق پاویا اردو زد و آماده حمله بود. این نیروها توسط چارلز دو لانوی، نایب السلطنه ناپلی، کارل سوم اهل بوربن و پسکارای منطقه مارکه، فردیناندو داوالوس، رهبری می شد. با وجود آب و هوای سخت و مشکلات لجستیکی، ژنرال های امپراتوری مرعوب نشده و آماده حمله می شوند.
ایده این است که ارتش فرانسه را فرسوده کنند، به این امید که فرانسیس اول، خسته از انتظار، سرانجام تصمیم بگیرد که به شکارگاه و پارک بزرگ در اطراف پاویا برگردد تا در میدانگاه و فضایی باز با آنها روبرو شود. با این حال، این طرح موثر واقع نمی شود و پادشاه فرانسه ترجیح می‌دهد در پشت استحکامات خود باقی بماند و روی این واقعیت حساب کند که سرما، گرسنگی و ناامیدی نیروهای امپراتوری در محاصره را تسلیم کند.
تنش افزایش می یابد و سرنوشت پاویا و فرانسیس اول اکنون به یک مو بند است: در 24 فوریه 1525 نبردی که سرنوشت درگیری را تعیین می کند با تمام قدرت خود آغاز می شود.